# 세라 어터백
세라 어터백(영어: Sarah Utterback, 1982년 1월 12일 ~ )은 미국의 배우이다. 《그레이 아나토미》의 시즌1에서 올리비아 하퍼 간호사 역을 연기했다.

## 출연 작품
- 그레이 아나토미 시즌6 (2009)
- NCIS 시즌7 (2009)
- 그레이 아나토미 시즌3 (2006)
- 고스트 앤 크라임 (2005)
- 쇼킹 패밀리 (1999)